# پلیتون (کنتاکی)
پلیتون (به انگلیسی: Pellyton) یک منطقهٔ مسکونی در ایالات متحده آمریکا است که در شهرستان ادیر، کنتاکی واقع شده‌است. پلیتون ۲۲۵٫۸۶ متر بالاتر از سطح دریا واقع شده‌است.